# Казахи в Монголії
Казахи – тюркомовний народ, основне населення Казахстану, водночас найбільша національна меншина у Монголії. Станом на 2000 рік складали 7% населення країни. 

## Історія
Монгольські казахи складалися з племен абах керей та найман. Починаючи з 1864 року казахські сім’ї почали приходити з Алтаю в Монголію. Після того, як з Монголії були вигнані маньчжури казахи висловили прохання стати громадянами Монголії і з березня 1917 року отримали монгольське громадянство, було утворено казахські адміністративні одиниці.
У період боротьби з білогвардійцями казахи підтримали монгольські та червоні російські війська. Після перемоги комуністичної влади була встановлена нова адміністрація, місцевості компактного розселення казахів були поділені на 5 хошунів. 

## Сучасне становище
Монгольські казахи компактно проживають у Баян-Улгийському аймаку, що на заході країни. 2013 року група казахських вчених провела обстеження життя казахів за кордоном. Казахи – єдина національна меншина не монгольського походження. Найкраще права казахської меншини забезпечено в Баян-Улгийському аймаку, де працюють казахські школи, казахська мова має широке застосування. Натомість за межами аймаку немає казахських шкіл.
Монгольські казахи мають родинні зв’язки з історичною батьківщиною

## Еміграція та рееміграція з Казахстану
Частина казахів, які живуть у Монголії спробувала скористатись казахською державною програмою переселення співвітчизників (оралманів) на історичну батьківщину, однак у підсумку потрапили на гачок шахраїв після чого були вимушені повернутись у Монголію, при цьому у 2012 році 800 казахів попросили президента Монголії повернути їм монгольське громадянство.
За словами колишнього віце-прем’єра Монголії Зардихана Кінаятули з 1992 по 1993 рік проводився перепис казахів Монголії який нарахував 131 тисячу казахів, з них 80 тисяч поїхало в Казахстан. Однак перепис 2010 року показав, що в Монголії живе понад 101 тисяча казахів.